# Washint

Washint

Un washint es una flauta originaria de Etiopía, con cuatro agujeros para los dedos. El instrumento está hecho de madera o caña de azúcar. Es similar al foodhir y al ney árabe/turco. Su técnica de interpretación es muy melismática, utilizando una gran cantidad de ornamentación.
Si bien el washint es utilizado principalmente como instrumento solista, también ha sido utilizado en conjuntos de instrumentos tradicionales, por ejemplo fue utilizado en la Orquesta de Etiopía a comienzos de 1963. Uno de los músicos más destacados en la ejecución del washint es Melaku Gelaw, quien se presentó con la Orquesta de Etiopía y ahora es un artista exitoso.